# Prunum redfieldii
Prunum redfieldii is een slakkensoort uit de familie van de Marginellidae. De wetenschappelijke naam van de soort is voor het eerst geldig gepubliceerd in 1883 door Tryon.